# Mallersdorf-Pfaffenberg
Mallersdorf-Pfaffenberg – gmina targowa w Niemczech, w kraju związkowym Bawaria, w rejencji Dolna Bawaria, w regionie Donau-Wald, w powiecie Straubing-Bogen. Leży około 27 km na południowy zachód od Straubingu, nad rzeką Kleine Laber, przy linii kolejowej Landshut – Straubing.

## Demografia
| Rok  | Liczba mieszk. |
| ---- | -------------- |
| 2002 | 6732           |
| 2005 | 7075           |

## Polityka
Wójtem jest Karl Wellenhofer (CSU). Rada gminy składa się z 20 członków:
- CSU 11 miejsc
- SPD 2 miejsca
- FW 6 miejsc
- ödp 1 miejsce

## Osoby urodzone w Mallersdorf-Pfaffenberg
- Rudi Hurzlmeier – malarz
- Johann Pezzl – pisarz

## Współpraca
Miejscowości partnerskie:
- Jedlicze, Polska
- Paderno del Grappa, Włochy

## Zabytki
- klasztor Mallersdorf